# Волчок (Бершадский район)
Во́лчок (укр. Вовчок, пол. Wołczek) — село, входит в Бершадский район Винницкой области Украины.
Население по переписи 2001 года составляло 476 человек. Почтовый индекс — 24462. Телефонный код — 04352. Занимает площадь 1,3 км². Код КОАТУУ — 520482806.

## Местный совет
24462, Вінницька обл., Бершадський р-н, с. Лісниче, вул. Калініна, 1; тел. 56-5-21 (укр.)